# Józef Bednarczyk
Józef Bednarczyk (ur. 24 stycznia 1875 w Cichym, zm. 24 października 1928 tamże) – polski polityk, działacz PSL „Piast”

## Życiorys
Urodził się 24 stycznia 1875 w Cichem jako syn Wojciecha i Małgorzaty z domu Pabin. Ukończył 4-klasową szkołę ludową w Nowym Targu. Od 1901 roku członek Rady Gminnej i wójt gminy Ciche, od 1902 członek Rady Powiatowej i miejscowej Rady Szkolnej. Członek Towarzystwa Rolniczego w Krakowie, administrator dóbr Czarny Dunajec, prezes Rady Nadzorczej Kasy Stefczyka, w 1922 roku wiceprezes powiatowej Rady Ludowej. Członek PSL, następnie PSL „Piast” (prezes Zarządu Powiatowego w Nowym Targu, od 1923 członek Zarządu Głównego oraz 1921-1923 i od 1927 Rady Naczelnej). W Sejmie Ustawodawczym w maju 1919 roku referował wniosek w sprawie „ułatwienia ubogim wieśniakom polskim leczenia się w Krynicy Zdroju”. Zmarł 24 października 1928 w Cichym.

## Działalność polityczna
Poseł na Sejm Ustawodawczy (1919–1922) i Sejm I kadencji. W 1919 mandat uzyskał z listy nr 13 okręg wyborczy nr 39 (Nowy Targ), a w 1922 z listy nr 1 okręg wyborczy nr 43 (Wadowice).

## Rodzina
Żonaty z Katarzyną z domu Tylka mieli ośmioro dzieci.